# 재조본 대승법계무차별론
재조본 대승법계무차별론(再雕本 大乘法界無差別論)은 대승(大乘)의 법계(法界)에는 차별이 없다는 것을 밝힌 불교 경전으로, 인도의 승려 견혜(堅慧)가 지은 것을 중국 승려 제운반야(提雲般若) 등이 7세기 말에 번역한 재조본 대장경이다. 2019년 10월 31일 대한민국의 보물 제2040호로 지정되었다.

## 지정 사유
'재조본 대승법계무차별론(再雕本 大乘法界無差別論)'은 대승(大乘)의 법계(法界)에는 차별이 없다는 것을 밝힌 불교 경전으로, 인도의 승려 견혜(堅慧)가 지은 것을 중국 승려 제운반야(提雲般若) 등이 7세기 말에 번역한 재조본 대장경이다. 대승법계무차별론은 약칭으로 법계무차별론(法界無差別論), 별칭으로는 여래장론(如來藏論)이라 부르기도 한다.
지정 대상인 '재조본 대승법계무차별론'은 1244년(고려 고종 31)에 판각이 이루어져 시기가 오래되지 않은 고려 말~조선 초에 인출(印出)된 것으로 판단된다.
총 1권 1첩으로 조성된 이 경전은 앞뒤 표지 사이에 권수제—저술․한역정보—본문—권미제—교감정보—간행정보의 순서로 구성되어 있다. 광곽(廣郭) 등 형태서지학적(形態書誌學的) 사항, 본문의 구성 체계 및 각수(刻手) 등으로 미루어 볼 때 거란본 대장경을 교감(校監)한 '대승법계무차별론'을 인출한 본임을 알 수 있다. 인출 시기는 본문 글자 끝의 세밀한 획이 비교적 선명하게 찍혀져 있으며, 제첨(題簽)의 '개법장진언(開法藏眞言)'을 통해 적어도 15세기 경에는 인출되었을 것으로 판단된다.
'재조본 대승법계무차별론'은 인출상태가 전반적으로 양호하며, 재조본 대장경 중 절첩(折帖) 형태로 전래된 희귀본이다. 거란본 대장경의 교감 등을 통해 제작한 해인사 대장경의 완전성과 함께 인출 당시의 먹과 종이, 인출본의 유통 및 장황 형식 등을 확인할 수 있는 자료로서 불교사 및 서지학적 의의가 큰 자료이다.

## 참고 자료
- 재조본 대승법계무차별론 - 국가유산청 국가유산포털